# Anthocoris minki
Anthocoris minki is een wants uit de familie van de bloemwantsen (Anthocoridae). De soort werd het eerst wetenschappelijk beschreven door Dohrn in 1860.

## Uiterlijk
De bloemwants is altijd macropteer en kan 3 tot 3.5 mm lang worden. De kop is roodbruin, het scutellum bruinzwart en het halsschild is rood met een donker achterdeel of is geheel roodbruin.
Het driehoekige gebied rond het scutellum is mat en zwart bij de achterrand. Het corium is vooraan bruin en achteraan donker. Het uiteinde van het hoornachtige gedeelte van de vleugels, de cuneus, is zwartbruin. Het donkere doorzichtige gedeelte van de voorvleugels heeft een witte vlek aan het begin en aan de zijkant. Normaliter zijn de vleugels over elkaar gevouwen en zijn dus drie grote witte vlekken te zien. De pootjes zijn bruin, de antennes roodbruin of zwart. Meestal zijn het eerste deel van het tweede , het derde en het vierde segment lichter. Het derde segment is korter van het vierde. Anthocoris minki lijkt sterk op Anthocoris simulans en werd vroeger als ondersoort gezien. Er is een verschil tussen de kleuren
van de antennes, A. simulans heeft bruine of zwarte antennes, meestal geheel in een van beide kleuren. Of met een licht onderste deel van segment.

## Leefwijze
De soort doorstaat de winter als imago en verstopt zich dan in spleten in schors van de waardplant. Er zijn waarschijnlijk twee generaties per jaar. Van maart tot november worden de wantsen aangetroffen op populieren, meestal in bladgallen op vooral Italiaanse populier (Populus nigra 'italica') waar ze jagen op wollige slawortelluis (Pemphigus bursarius) en late spiraalluis (Pemphigus spyrothecae).

## Leefgebied
In Nederland is de soort zeldzaam maar het gebrek aan waarnemingen kan ook komen door de verborgen leefwijze. Verder komt de soort voor in Zuidoost-Europa, Azië en Noord-Afrika.